# Гірняк Йосип Йосипович
Йо́сип Йо́сипович Гірня́к (14 квітня 1895, м-ко Струсів, нині село Тернопільської області — 17 січня 1989, Нью-Йорк, США) — український актор і режисер. Брат Никифора, Володимира і Юліана Гірняків. Член Української академії мистецтв і науки.

## Життєпис
Народився 14 квітня 1895 року в містечку Струсів (Теребовлянського повіту, Королівство Галичини та Володимирії, Австро-Угорщина, нині Теребовлянський район, Тернопільська область, Україна).
Акторський шлях розпочав у 1914 р. в театрі товариства «Руська Бесіда», продовжив на професійній сцені 1915 р. в Театрі Українських січових стрільців, куди записався добровольцем.
1919 року, після закінчення Першої світової війни, переїхав до Києва, де познайомився з Лесем Курбасом. Спочатку грав у «Молодому театрі» Курбаса, а потім приєднався до його театру «Березіль». Грав у трьох зіркових виставах за п’єсами Миколи Куліша: «Народному Малахії», «Мині Мазайлі» й «Маклені Ґрасі» — всі вони зрештою були заборонені у радянській Україні. Також грав у Київському театрі юного глядача.
1933 року був заарештований, однак йому пощастило отримати короткий термін ув’язнення і вирватися з радянських таборів живим. На засланні він приятелював з Остапом Вишнею, що згодом детально описав у мемуарах. 
Після 1941 року вийшов на волю, виїхав до Галичини, де продовжував сценічну діяльність. 1942–1944 рр. — в драматичній трупі Львівського оперного театру, в якому поставив спектаклі «Гамлет» Вільяма Шекспіра у перекладі М. Рудницького (вперше на українській сцені українською мовою),  а також «Камінний господар» Лесі Українки, «Облога» Юрія Косача та вже заборонену в Радянському Союзі п'єсу «Мина Мазайло» Миколи Куліша.
Навесні 1944 р. емігрував до Австрії, згодом — до Німеччини, працював в українському табірному театрі.
1946 р. з дружиною Олімпією Добровольською організував театр-студію, де поставив 15 вистав.
Займав відповідальні посади в Асоціації українських акторів Німеччини.
Від 1947 р. — в Нью-Йорку. Тут очолював Український театр в Америці, Театр слова (разом із дружиною).
Помер Йосип Гірняк 17 січня 1989 р. у Нью-Йорку. Його поховано на українському католицькому цвинтарі Фокс Чейз у Філадельфії.

## Театральні ролі
Зіграв у театрі 171 роль:
- Феноген («Хазяїн» I. Карпенка-Карого),
- Кукса («Пошились у дурні» М. Кропивницького),
- Мина Мазайло, Кум, Зброжек («Мина Мазайло», «Народний Малахій», «Маклена Граса» М. Куліша).

## Режисерські роботи
Як режисер поставив 65 вистав:
- «Облога» за Юрієм Косачем (1943 р.),
- «Гайдамаки» за Т. Шевченком (1945 р.),
- «Мати і я» та «Зайві люди» за М. Хвильовим (1949 р.) та ін.

## Фільмографія
Знявся у фільмі «Вендетта» (1924 р., Одеса). Від 1956 р. — продюсер і диктор української студії радіо «Свобода».

## Праці
- «Двадцятиріччя „Народного Малахія“» (1948 р.);
- «Лебедина пісня Леся Курбаса» (1951р.);
- «Спомини» (1982 р.);
- Статті в періодиці.